# Adams (Town, Green County)
Die Town of Adams ist eine von 16 Towns im Green County im US-amerikanischen Bundesstaat Wisconsin. Im Jahr 2020 hatte die Town of Adams 540 Einwohner.
Town hat in Wisconsin eine grundlegend andere Bedeutung, als im übrigen englischsprachigen Bereich. Vielmehr entspricht sie den in den anderen US-Bundesstaaten üblichen Townships, die nach dem County die nächstkleinere Verwaltungseinheit bilden.

## Geografie
Die Town of Adams liegt im Süden Wisconsins, rund 25 km nördlich der Grenze zu Illinois. Der am Mississippi gelegene Schnittpunkt der drei Bundesstaaten Wisconsin, Iowa und Illinois liegt rund 90 km westsüdwestlich.
Die Koordinaten des geografischen Zentrums der Town of Adams sind 42°43′49″ nördlicher Breite und 89°46′50″ westlicher Länge. Sie erstreckt sich über eine Fläche von 93,7 km².
Die Town of Adams liegt im Nordwesten des Green County und grenzt an folgende Nachbartowns:
| Town of Blanchard (Lafayette County) | Town of York                                | Town of New Glarus |
| Town of Argyle (Lafayette County)    | Kompassrose, die auf Nachbargemeinden zeigt | Town of Washington |
| Town of Wiota (Lafayette County)     | Town of Jordan                              | Town of Monroe     |

## Verkehr
Der Wisconsin State Highway 81 führt durch den Südwesten der Town of Adams. Daneben verlaufen noch die County Highways A, C, J und M durch die Town. Alle weiteren Straßen sind untergeordnete Landstraßen sowie teils unbefestigte Fahrwege.
Der nächste Flughafen ist der Dane County Regional Airport in Wisconsins Hauptstadt Madison (rund 70 km nordöstlich).

## Bevölkerung
Nach der Volkszählung im Jahr 2010 lebten in der Town of Adams 530 Menschen in 208 Haushalten. Die Bevölkerungsdichte betrug 5,7 Einwohner pro Quadratkilometer. In den 208 Haushalten lebten statistisch je 2,55 Personen.
Ethnisch betrachtet setzte sich die Bevölkerung zusammen aus 98,3 Prozent Weißen, 0,6 Prozent amerikanischen Ureinwohnern sowie 0,9 Prozent aus anderen ethnischen Gruppen; 0,2 Prozent stammten von zwei oder mehr Ethnien ab. Unabhängig von der ethnischen Zugehörigkeit waren 0,8 Prozent der Bevölkerung spanischer oder lateinamerikanischer Abstammung.
22,8 Prozent der Bevölkerung waren unter 18 Jahre alt, 65,3 Prozent waren zwischen 18 und 64 und 11,9 Prozent waren 65 Jahre oder älter. 48,7 Prozent der Bevölkerung war weiblich.
Das mittlere jährliche Einkommen eines Haushalts lag bei 65.714 USD. Das Pro-Kopf-Einkommen betrug 28.686 USD. 7,4 Prozent der Einwohner lebten unterhalb der Armutsgrenze.

## Ortschaften in der Town of Adams
Neben Streubesiedlung existiert in der Town of Adams keine weitere Siedlung.